# Donna Testerman
Pour l’article homonyme, voir Testerman.
Donna Marie Testerman, née en 1960, est une mathématicienne spécialisée dans la théorie des représentations des groupes algébriques. Elle est professeur de mathématiques à l'École polytechnique fédérale de Lausanne en Suisse.
Donna Testerman a obtenu son doctorat à l'Université de l'Oregon en 1985. Sa thèse, intitulée Certain Embeddings of Simple Algebraic Groups, a été supervisée par Gary Seitz (en). En tant que membre du corps enseignant de l'Université Wesleyenne, elle a obtenu une bourse de recherche Sloan en 1992.

## Ouvrages
Testerman est l'auteure ou l'éditrice de plusieurs livres et monographies de recherche en mathématiques :
- Irreducible subgroups of exceptional algebraic groups (1988)[5]
- {\displaystyle A_{1}}subgroups of exceptional algebraic groups (1999)[6]
- Centres of centralizers of unipotent elements in simple algebraic groups (2011)[7]
- Group Representation Theory (2007)[8]
- Linear algebraic groups and finite groups of Lie type (2011)[9]